# Нуэво Лос Карменес
«Нуэ́во Лос Ка́рменес» (исп. Estadio Nuevo Los Cármenes) — стадион в Гранаде (Испания). Домашний стадион футбольного клуба «Гранада».

## История стадиона
В 1995 году ФК «Гранада» оставил старую домашнюю арену «Лос Карменес» и переехал на «Нуэво Лос Карменес» (то есть «Новый Лос Карменес»), построенный в 3 милях к югу от города. С запуском нового стадиона связывали надежды на дополнительные источники доходов, а также на придание нового импульса развития клубу, но лишь через 16 лет «Гранада» вернулась в Примеру.
Новый стадион обошёлся в 2,2 млрд песет, затраченных местным муниципалитетом и казной Андалусии. Первым матчем, состоявшимся 6 июня 1995 года, была товарищеская встреча «Реала» и «Байера». Первым официальным матчем стал матч молодёжных сборных Испании и Армении. «Гранада» сыграла свой первый официальный матч на новом стадионе лишь в сентябре следующего года, уступив со счётом 0:1 клубу «Mármol Macael».
В течение шести сезонов «Гранада» входила в шестерку лучших в Сегунде В и четырежды получала право на участие в плей-офф, но клуб не мог выйти в Сегунду. По окончании сезона 2001/02 «Гранада» заняла лишь десятое место. К тому же у клуба начались финансовые проблемы. Когда к 31 июля 2002 года долги клуба перед игроками не были погашены, клуб был отправлен в низшую лигу.
Лишь через четыре сезона в жёсткой борьбе с соседями «Гранада» смогла вырваться в Сегунду В.
В 2011 году, во многом благодаря сотрудничеству с итальянским «Удинезе», «Гранада» выходит в Примеру.

## Важнейшие события
- 9 сентября 1995 года — матч отборочного турнира Евро-1996 : Испания — Кипр 7:0
- 25 марта 2011 года — матч отборочного турнира Евро-2012 : Испания — Чехия 2:1
- 29 марта 1997 года — матч отборочного турнира ЧМ-1998 : Албания — Украина 0:1
- 2 апреля 1997 года — матч отборочного турнира ЧМ-1998 : Албания — Германия 2:3
- 23 сентября 1998 года — товарищеская встреча : Испания — Россия 1:0
- 11 ноября 2002 года — товарищеская встреча : Испания — Болгария 1:0
- 12 февраля 1996 года — церемония открытия чемпионата мира по горнолыжному спорту.
- 3 и 14 февраля 2015 год — церемонии открытия и закрытия зимней Универсиады.